# Mar Balear
El mar Balear, también denominado mar Ibérico, junto con el mar de Alborán, o mar Baleárico, es un mar litoral del mar Mediterráneo que se encuentra frente a la costa oriental de la península ibérica, entre el archipiélago balear y la costa del Levante.

## Toponimia
El mar Balear ha recibido varios nombres y mutó de denominación varias veces en la época antigua. En la Ora maritima de Avieno basada en textos del siglo VI a. C., aparece considerado como parte del mar de Cerdeña que era como se llamaba a todo el Mediterráneo occidental a la izquierda de Cerdeña (siendo la parte derecha el mar Tirreno), esta denominación seguirá siendo usada por Polibio y Estrabón.
Posteriormente también aparece con los nombres de mare Ibericum o Hispanicum, en las obras de Agripa y Plinio. Sin embargo, es también la mano de Plinio donde queda testimonio por primera vez del nombre de mar Balear, que aparece en su Historia natural (III 74, año 77 d. C.) como mare Balearicum, nombre que también usan Claudio Ptolomeo (siglo II) y Marciano (siglo IV). Aparece así plenamente establecido en la obra de Isidoro de Sevilla.
Aunque este mar es uno de los mares descritos en la lista de mares y océanos de la Organización Hidrográfica Internacional (IHO) y aparece en numerosos atlas y publicaciones extranjeros, no es común su uso en España, siendo esa sección simplemente llamada de forma general como mar Mediterráneo. En el contexto de las aguas inmediatas que rodean la costa de Cataluña ha recibido la denominación de mar Catalana. El reemplazo de la denominación mar Balear por los términos mar Catalana o mar Catalano-balear en materiales ligados al gobierno de la Generalitat de Cataluña ha causado polémica.

## Geografía
El mar Balear se extiende desde el cabo de San Antonio, en la provincia de Alicante, hasta el cabo de San Sebastián, en la provincia de Gerona, y desde la isla de Formentera hasta el extremo nordeste de Menorca, en las islas Baleares. Incluye las costas de Valencia, del Azahar, la Dorada y parte de la costa Brava. La parte que corresponde a la costa valenciana y a la del Azahar se conoce como golfo de Valencia.
Las principales ciudades ribereñas localizadas en este mar son Barcelona, Valencia y Palma de Mallorca.

## Accidentes submarinos
En el mar podemos encontrar los siguientes accidentes: monte Ausiàs March, monte Émile Baudot, monte dels Oliva, morrot de la isla Dragonera, escarpe de Cabrera, cuello de Formentera, cubeta de Formentera, cuello de Ibiza, cuello de Mallorca, cañón de Valldemosa, escarpe submarino de Tramontana, monte Bertran, morrot de Ciudadela, montaña de los Cresques, monte de Sóller, monte Rosell y cañón de las Pitiusas.

### Golfos y bahías

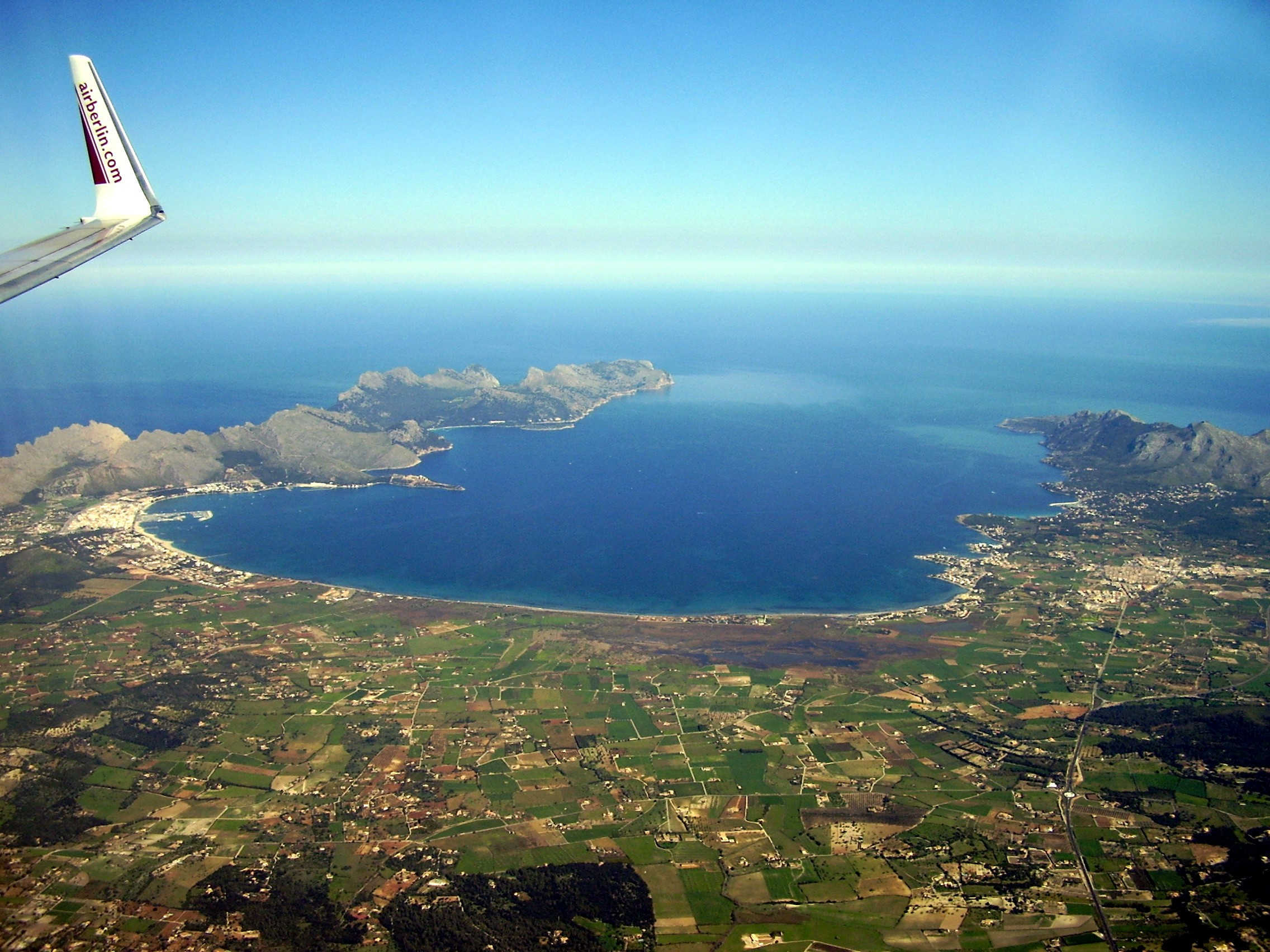
Vista aérea de la bahía de Pollensa (isla de Mallorca)

Este mar incluye importantes golfos y bahías en sus costas, además de numerosas playas y calas. Los principales golfos se localizan en la parte continental, como el golfo de Valencia —entre el cabo de la Nao y el cabo de Oropesa— y el golfo de San Jorge —entre el cabo de Tortosa y el acantilado de Balaguer.
En la isla de Mallorca se encuentran tres bahías: la bahía de Palma al sur y las bahías de Alcudia y de Pollensa al norte.

### Islas
Las islas que se encuentran en este mar son, las anteriormente mencionadas islas Baleares, Formentera, Ibiza, Cabrera, Mallorca, Menorca y una serie de islotes menores, así como las islas Columbretes, frente a las costas de Castellón.

### Ríos vertientes
El principal río que vierte sus aguas en este mar es el río Ebro, después de recorrer 930 km. Otros ríos que desembocan allí son (de sur a norte): el Júcar, el Turia, el Mijares y el Llobregat.

## Transporte marítimo

### Puertos
En el mar Balear se localizan dos de los principales puertos comerciales de España, el puerto de Barcelona y el de Valencia, así como muchos puertos deportivos y turísticos: los puertos de Denia, Gandía, Sagunto, Oropesa, Peñíscola, Benicarló, Vinaroz, Tarragona, Sitges, Mataró, Blanes, Palamós, Andrach, Pollensa y Sóller entre otros.
En las islas Baleares cabe destacar el puerto de carga y deportivo de Palma, así como el de Ibiza y el de Mahón, segundo puerto natural más grande del mundo tras Pearl Harbour.

### Líneas marítimas
Entre ambas partes, la costa peninsular y las Baleares, ofrecen servicio de transporte numerosas compañías marítimas, por medio de barcos de pasajeros y transbordadores.
El mar Balear se trata de una subdivisión de la cuenca occidental del mar Mediterráneo. La Organización Hidrográfica Internacional, máxima autoridad internacional en materia de delimitación de mares a efectos marítimos, en su publicación de referencia mundial «Limits of oceans and seas», le asigna el número de identificación 28 (c) y lo delimita de la forma siguiente:

Entre las islas Baleares y la costa de España, limitado por:
En el suroeste.
una línea que va del cabo San Antonio (38°50′N 0°12′E / 38.833, 0.200) al cabo de Berbería, extremo suroccidental de Formentera.
En el sureste.
la costa sur de Formentera, de ahí una línea de punta Rotja, extremo oriental, al extremo sur de Cabrera (39°7′N 2°54′E / 39.117, 2.900) y a Isla del Aire, al extremo sur de Menorca.
En el noroeste
la costa este de Menorca hasta el cabo de Favaritx (40°0′N 4°14′E / 40.000, 4.233) de ahí una línea hasta el cabo de San Sebastián (España) (41°54′N 3°10′E / 41.900, 3.167).
Limits of oceans and seas, pág. 16.